# Сан Ђовани (Анкона)
Сан Ђовани (итал. San Giovanni) насеље је у Италији у округу Анкона, региону Марке.
Према процени из 2011. у насељу је живело 150 становника. Насеље се налази на надморској висини од 561 м.